# Info宝くじ
『info宝くじ』（インフォたからくじ）は、2002年4月から2011年3月まで放送したテレビ朝日系の『木曜ドラマ』終了後のヒッチハイク枠（21:52頃）で放送されているみずほ銀行提供の宝くじのテレビコマーシャル。

## 概要
宝くじの収益をもとに行われた事業の紹介（宝くじ発売元である都道府県および政令指定都市の中で、毎週1つの地方公共団体を紹介。その際、テレビから見て左上に各地方公共団体のマークを表示している）と、数字選択式宝くじロトシックスの抽せん結果の発表が行われる。ロトシックスの抽選が無い場合には前者のみの放送となる。なお、『木曜ドラマ』を土曜21時台（2008年3月までは月曜22時台）に放送している福井放送では別の宝くじのCMが放送されており（理由は後述）、半年に一度はCMそのもののリニューアルを行っている。しかし「○○ジャンボ宝くじ」のCMは一切放送されず、最後に発売ということをコメントするだけである。
ナビゲーターは鈴木杏樹。放送時間は21:52 (JST) 前後だが、『いきなり!黄金伝説。』SP、『木曜ミステリー』SPなどの特番放送時には21時台の枠内CMで流れる。また、編成の都合で放送されない場合には別の日に放送されることもある。
2011年3月10日に終了し、4月以降は水曜夜9時の刑事ドラマに移り、通常のCMを流している。なお、福井放送は土曜夜10時に放送している。

## 備考
一部の地域では、他系列の番組終了後（ヒッチハイク枠）に放映されている。
2006年4月にリニューアルを行い、開始する段取りも木曜ドラマ終了後に『報道ステーション』の予告を流してからの放送になった（『報道ステーション』をネットしているANN24局のみ。福井放送では『報道ステーション』の予告枠がACジャパンのCMに充てられた）。
2009年4月改編以降は『宝くじからのお知らせ』として30秒に縮小され、主要事業の紹介とロトシックスの抽選だけの簡素なものになった。福井放送は引き続きこの枠を有効活用して別の宝くじのCMを放映中、これはロトシックスの抽選日と同局の木曜ドラマ放送日とがかみ合わないためである。

## エピソード
- 2004年11月18日に『弟』を放送した際には[誰が?]、日米野球の中継中にCMを放送。
- 2006年10月26日放送分は『プロ野球日本シリーズ第5戦日本ハム対中日〜札幌ドーム』が延長したため、新庄剛志の現役引退打席（8回裏）終了後に時間移動して放送された（21:20頃）。
- 2007年1月4日に『マグロ』を放送した際には[誰が?]、直前の時間帯に放送の『オーラの泉』新春スペシャルの中でCMを放送した。
- 2007年10月18日放送分は、『プロ野球クライマックスシリーズパ・リーグ2ndステージ第5戦 日本ハム対ロッテ〜札幌ドーム』の8回表終了後の20:43ごろに放送。
- 2008年1月3日に『夢対決!2008!とんねるずのスポーツ王は俺だ!スペシャル9』を放送した際に[誰が?]、前年1月4日と同様に直前の時間帯に放送されていた『史上最強のメガヒットカラオケBEST100 完璧に歌って1000万円!! #25』の中でCMを放送した。
- 2008年11月6日放送分は『プロ野球日本シリーズ第5戦西武対巨人〜西武ドーム』が延長したため、9回表終了直後の21:24.30秒 - 1分間に移動[要校閲]して放送されていた。
- 2009年1月1日に『相棒〜Season7 元日SP』の中でCMを放送した（22:33頃）。